# Don't Treat Me Bad
"Don't Treat Me Bad"은 미국 하드 록 밴드 파이어하우스의 자신의 이름을 딴 음반의 두 번째 싱글이다.

## 배경
"Don't Treat Me Bad"는 1990년에 처음 녹음되었고 이듬해 상업적으로 발매되었다. 이 곡은 빌보드 핫 100 싱글 차트에서 19위에 올랐으며, 밴드의 첫 차트 진입 싱글이자 핫 100에서 첫 톱 40 히트곡이 되었다.

## 차트
| 차트 (1991–92)                          | 최고 순위 |
| --------------------------------------- | --------- |
| 오스트레일리아 (ARIA)                   | 8         |
| 캐나다 탑 싱글 (RPM)                    | 35        |
| 영국 싱글 (The Official Charts Company) | 71        |
| 미국 빌보드 핫 100                      | 19        |
| 미국 빌보드 핫 메인스트림 록 트랙       | 16        |